# Friedrich Karl August (Waldeck-Pyrmont)
Friedrich Karl August (* 25. Oktober 1743; † 24. September 1812 in Arolsen) war von 1763 bis 1805 Fürst von Waldeck-Pyrmont und danach bis zu seinem Tod Fürst von Waldeck.

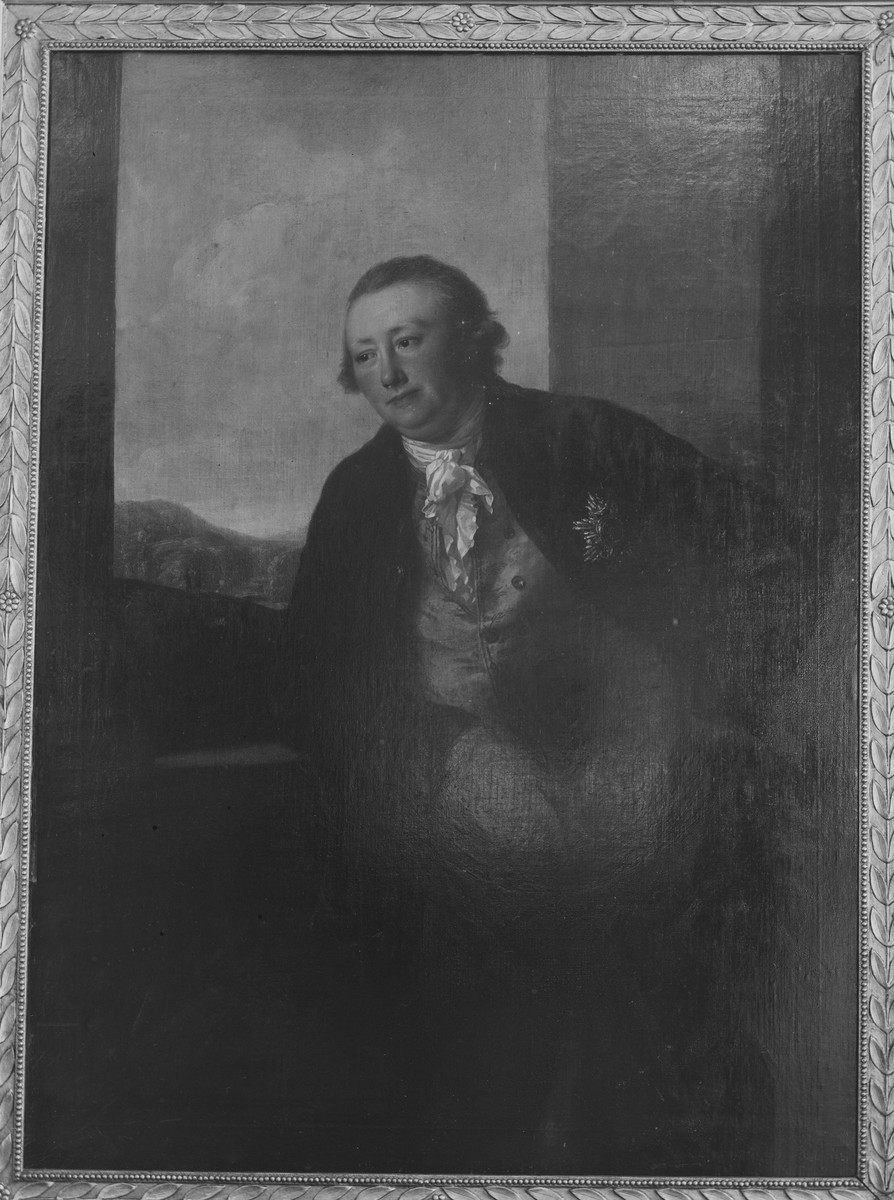
Friedrich Karl August, nach einem Gemälde von Johann Friedrich August Tischbein um 1790

## Familie
Er war Sohn des Fürsten Karl August Friedrich von Waldeck-Pyrmont und dessen Frau Christiane, geb. Pfalzgräfin von Birkenfeld. Damit entstammte er dem Haus Waldeck. Er selbst hatte eine nichtstandesgemäße Beziehung mit Charlotte Hermann, der Tochter eines Regierungsrates. Der Versuch seiner Mutter, die Geliebte durch den kaiserlichen Hof in den Adelsstand erheben zu lassen, scheiterte. Der Widerstand sowohl der eigenen Verwandtschaft wie auch des Regierungsrats Hermann führte dazu, dass es zu keiner Heirat kam. Daher blieb Friedrich Karl August unverheiratet und hatte keine legitimen Nachkommen.

## Leben
Zur Ausbildung hielt er sich anderthalb Jahre in Lausanne auf. Seine Grand Tour unternahm er durch Italien und Frankreich.
Ebenso wie sein Vater und sein Bruder Christian August trat er in fremde Militärdienste ein. Bereits 1757 war er zunächst kaiserlicher Oberstleutnant. Im Jahr 1766 wurde er Generalmajor und 1772 Generalleutnant der niederländischen Armee. Im Dienst der Niederlande standen bereits drei Waldecker Bataillone, die sein Vater aufgestellt und vermietet hatte. Denen fügte Friedrich Karl August 1767 ein viertes Bataillon hinzu.

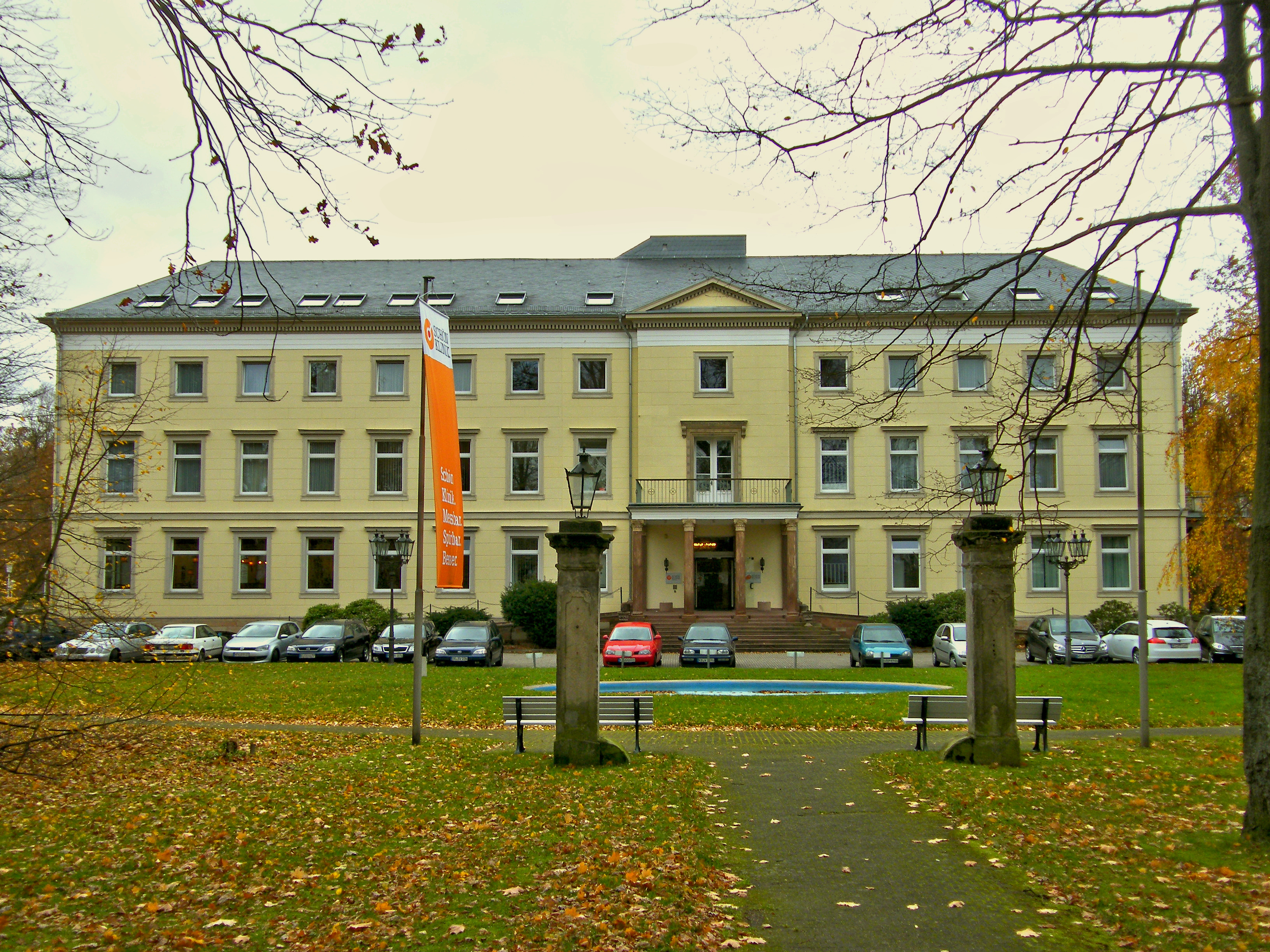
Neues Schloss Bad Arolsen

Mit dem Tod seines Vaters 1766 wurde er Fürst von Waldeck-Pyrmont. In den ersten beiden Jahren, bis zu seiner Volljährigkeit, führte die Mutter die Regentschaft. Im Jahr 1775 bereiste er England; anschließend unternahm er verschiedene Modernisierungsanstrengungen in Waldeck. Dazu zählte neben dem Bau von Chausseen die Förderung der Landwirtschaft und des Gewerbes, insbesondere des Woll- und Leinenhandels und der Eisenherstellung. Er erließ auch mehrere Verordnungen zur Regelung des Kirchenwesens. Unter seiner Regentschaft wurde in Korbach ein Gymnasium errichtet, darüber hinaus verbesserte er die Situation der Lehrerschaft. Wie seine Eltern und seine Brüder war er den Wissenschaften sehr zugetan. Er selbst hinterließ eine in Französisch geschriebene Geschichte des Siebenjährigen Krieges sowie einige biographische Skizzen und ermöglichte daneben die Herausgabe der Memoiren seines Vaters über die Feldzüge 1745–1747. Er war auch ein Förderer der Künste. So wurde etwa die Ausbildung von Johann Friedrich August Tischbein vom Fürsten gefördert und Tischbein später zum Hofmaler ernannt. In Friedrich Karl Augusts Regierungszeit wurde das Neue Schloss in Arolsen 1778 fertiggestellt. Im Residenzschloss Arolsen wurde 1809 bis 1811 der „Große Saal“ mit Gemälden von Johann Friedrich August Tischbein und anderen zeitgenössischen Künstlern eingerichtet.
Obschon Friedrich Karl August selbst kein Freimaurer war, wurde er der Protektor der nach ihm benannten Freimaurerloge „Friedrich zu den drei Quellen“ in Pyrmont, die sein Bruder Ludwig von 1783 bis zu seinem Tode 1793 als Meister vom Stuhl führte. In der Grafschaft Pyrmont erlaubte er die Ansiedlung einer Quäkergemeinde. Hingegen verbot Friedrich den auswärtigen Juden per Verordnung vom 11. November 1767 das Handeltreiben in Waldeck ab Januar 1768.
Allerdings führten hohe Ausgaben zu einem starken Anstieg der Verschuldung des Landes. Bereits bei Regierungsantritt übernahm er 800.000 Reichstaler Schulden, und diese Schuldenlast wuchs durch seine verschwenderische Hofhaltung und eine unzureichende Rechnungsführung stetig weiter. Friedrich Karl August vermietete daher Waldecker Soldaten während des Amerikanischen Unabhängigkeitskrieges ab 1775 an Großbritannien: das 3. Waldeckische Regiment wurden dem Verband aus Hessen-Kassel angegliedert. Von den insgesamt über 1200 Waldecker Soldaten, die in Amerika kämpften, fielen 720 Mann.
Trotz der durch Soldatenvermietung erzielten Einnahmen wuchs die Überschuldung. Im Jahr 1784 kam es zwar zu einer Umschuldung der sich inzwischen auf 1,2 Millionen Reichstaler belaufenden Schulden, aber Friedrich Karl August musste dennoch am kaiserlichen Hof Konkurs anmelden. Der Fürst suchte nicht die Möglichkeit, sich durch eine standesgemäße Heirat finanziell besser zu stellen. Der versuchte Verkauf der Grafschaft Pyrmont gelang nicht. Die eigene Münze des Fürstentums konnte nicht zur Verbesserung der Situation beitragen, denn die Edelmetallvorkommen waren erschöpft.
Die aus Amerika zurückkehrenden restlichen Truppen wurden als fünftes Bataillon in die Waldecker Einheiten in niederländischen Diensten integriert. Die Jahre 1793 und 1794 diente der Fürst als niederländischer Offizier im Ersten Koalitionskrieg gegen Frankreich. Danach schied er aus dem aktiven Militärdienst aus.
Mit dem Reichsdeputationshauptschluss im Jahr 1803 erhielt er eine Virilstimme im Reichsfürstenrat.
Im Jahr 1805 wurde das bisher in einer Hand befindliche Fürstentum aufgeteilt: sein Bruder Georg erhielt die Grafschaft Pyrmont, während Friedrich Karl August allein die Herrschaft über das Fürstentum Waldeck blieb. Im April 1807 trat er, wie sein Bruder mit Pyrmont, dem Rheinbund bei und erhielt einen Sitz im Fürstenkollegium der Bundesversammlung. Nach seinem Tod 1812 übernahm sein Bruder die Regentschaft und regierte damit als souveräner Fürst Georg I. in Personalunion Waldeck und Pyrmont. Diese blieben nach dessen Tod 1813 auch unter dessen Sohn Georg II. Heinrich Fürst zu Waldeck und Pyrmont staatsrechtlich getrennte Gebiete (siehe hierzu Verfassung von Waldeck und Pyrmont 1814).